# Бузок карпатський
Бузо́к карпа́тський, або уго́рський, або схі́дно-карпа́тський (Syringa josikaea) — реліктова рослина родини маслинових (Oleaceae). Карпатський ендемік. Раритетний вид, занесений до Червоної книги України та ряду інших природоохоронних документів.

## Опис

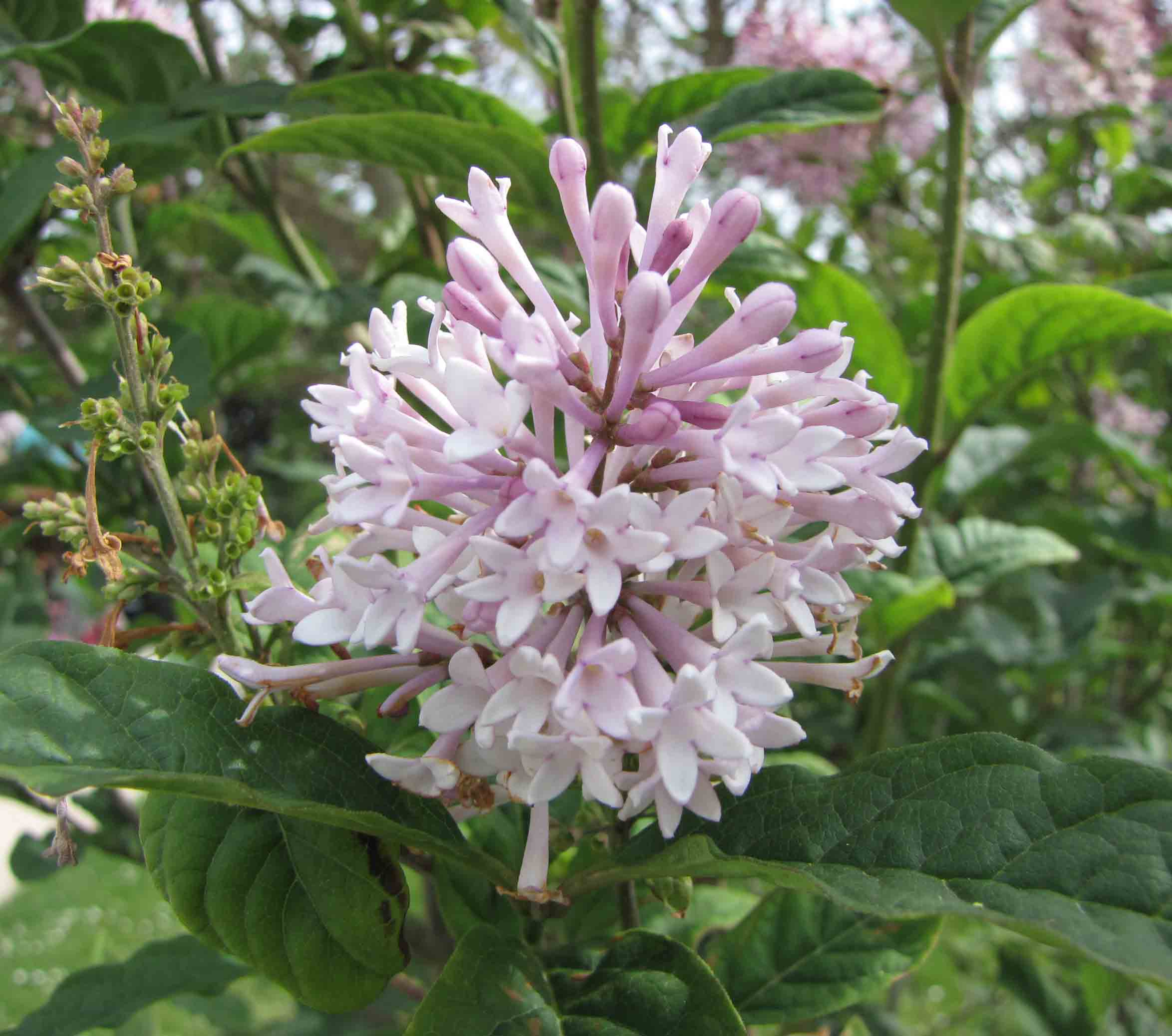
Ботанічний сад. Париж

Кущ або невелике дерево заввишки 3—5 м. Листки широко-еліптичні, завдовжки 5—12 см, більш-менш повстисті (зрідка голі), темно-зелені зверху та сіро-зелені зісподу. Квітки світло-фіалкові, пахучі, зібрані в невелику негусту прямовисну волоть, котра розвивається з верхівкової бруньки. Цвіте у травні — червні. Плодоносить у вересні — жовтні. Плід — тупа коробочка, ≈ 1 см завдовжки, гладенька. Розмножується насінням та вегетативно (стебловими живцями).

## Поширення
Характеризується диз'юнктивним ареалом з двома ексклавами, розташованими у Східних (Східні Бескиди, Полонинський хребет, Україна) та Південних (Бігарські гори, Румунія) Карпатах. В Україні вид поширений на території західної частини Українських Карпат: у верхніх частинах басейнів річок Уж, Латориця, Ріка, Стрий, на висотах 400—750 м над р. м. Зростає по заболочених місцях вздовж берегів річок та струмків, біля джерел, серед вільшняків і вербняків.

## Охорона

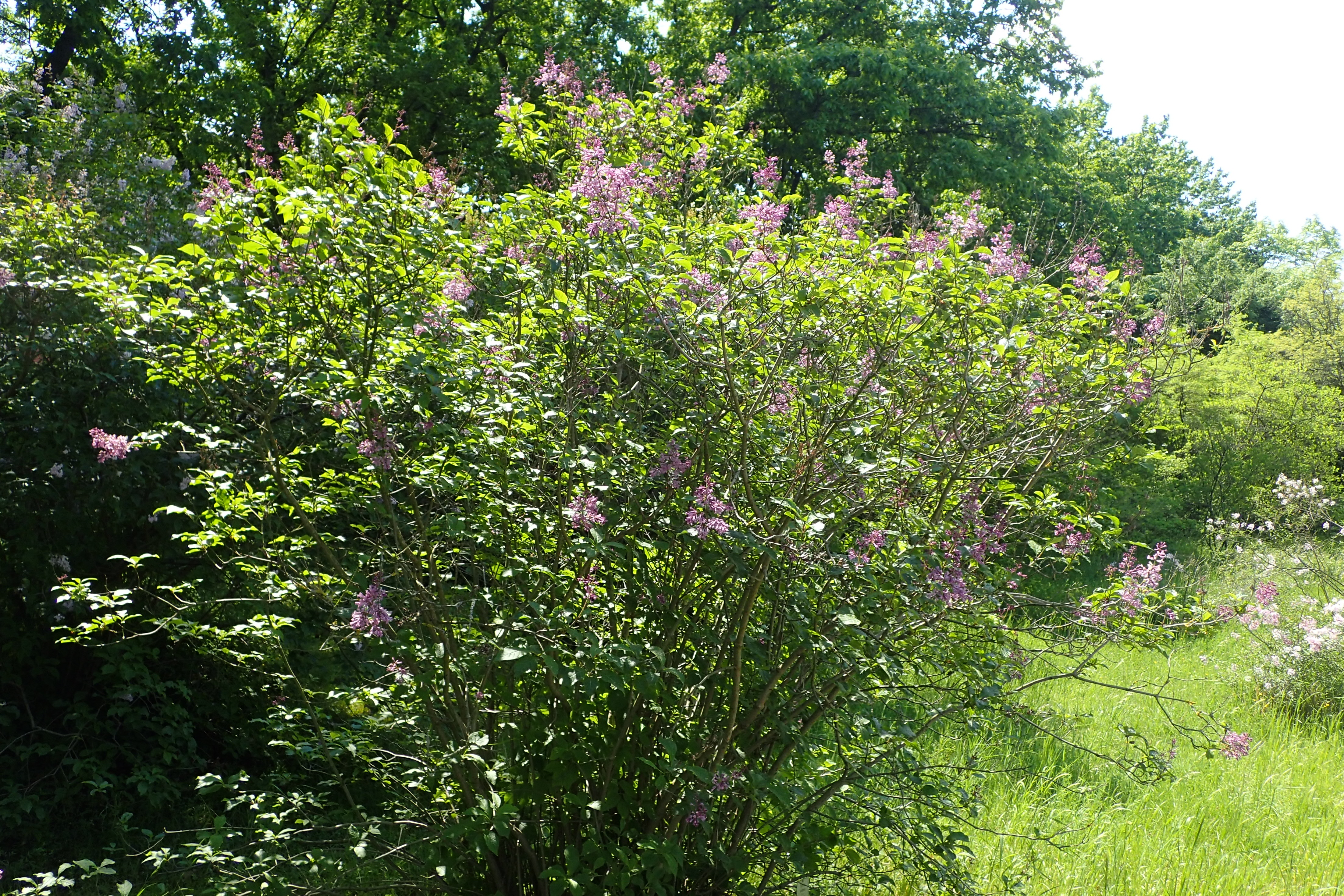
Ботанічний сад. Берлін

Вид занесений до Червоної книги України (охоронна категорія: вразливий вид), Червоного списку МСОП (EN — вид знаходиться в небезпечному стані), а також до двох документів, прийнятих Європейським Союзом у рамках Бернської конвенції, зокрема Додатку І (вид потребує особливої охорони) та Резолюції 6 (вид потребує спеціальних заходів збереження середовища існування).
Бузок карпатський як субдомінант входить до ряду раритетних угруповань рослин, занесених до Зеленої книги України, зокрема до рослинних асоціацій, що належать до класів асоціацій:
- клейковільхових лісів карпатськобузкових (Alneta (glutinosae) syringosa (josikaeae));
- сіровільхових лісів карпатськобузкових (Alneta (incanae) syringosa (josikaeae));
- звичайноясеневих лісів карпатськобузкових (Fraxineta (excelsioris) syringosa (josikaeae));
- клейковільхово-звичайноясеневих лісів карпатськобузкових (Alneto (glutinosae)-Fraxineta (excelsioris) syringosa (josikaeae));
- сіровільхово-звичайноясеневих лісів карпатськобузкових (Alneto (incanae)-Fraxinet (exelsioris) syringosa (josikaeae)).

Основні причини низької чисельності на території України: освоєння гірських заболочених вільшняків, надмірне рекреаційне навантаження, випас худоби, витоптування. Для збільшення чисельності необхідно ширше культивувати карпатський бузок у ботанічних садах з наступним пересадженням у місця природного зростання.
В Україні рослина охороняється в Ужанському національному природному парку та пам'ятках природи місцевого значення «Бузок угорський» . 

## Значення
Бузок карпатський представляє науковий інтерес як реліктовий вид рослин із диз'юнктивним ареалом.
Декоративна рослина, що вирощується в ботанічних садах, рідше — на присадибних ділянках. Використовується для озеленення та для виготовлення букетів, також придатна для закріплення схилів. Має селекційну цінність як матеріал для гібридизації з іншими видами бузку при виведенні дрібноквіткових сортів. 